# Партия реформ (Латвия)
Партия реформ (латыш. Reformu partija), сокр. ПР (латыш. RP), до апреля 2012 года Партия реформ Затлерса (латыш. Zatlera Reformu partija), — правоцентристская политическая партия в Латвии, основанная в 2011 году экс-президентом Валдисом Затлерсом.
28 мая 2011 года президентом Валдисом Затлерсом был инициирован референдум о роспуске избранного в октябре 2010 года сейма. 9 июня 2011 года, на следующий день после сложения полномочий президента, Затлерс созвал пресс-конференцию, где сообщил о создании новой политической партии. Были опубликованы 10 принципов работы новой партии и сообщено, что она не будет сотрудничать с т. н. «партиями олигархов» — Союзом зелёных и крестьян, Народной партией и ЛПП/ЛЦ. 23 июля, в день референдума о роспуске Десятого Сейма, состоялся учредительный съезд партии, где Затлерс был избран её председателем.
Партия приняла участие во внеочередных выборах сейма, на которых получила 20,82 % голосов и 22 места в сейме, заняв второе место (после «Центра согласия»). Вошла в третий кабинет В. Домбровскиса. От фракции в Сейме в 2011 году откололась группа 6 депутатов (т. н. группа Олштейнса).
В 2013 году партию возглавил Эдмундс Демитерс, в 2014 году — Вячеслав Домбровский, заявивший о намерении присоединить партию к «Единству». В 2015 году сообщено о принятии решения о самоликвидации партии.